# Anke Doberauer
Anke Doberauer (* 13.  Oktober  1962 in Bad Homburg vor der Höhe) ist eine zeitgenössische deutsche Malerin.

## Leben
Anke Doberauer studierte an der Hochschule für Bildende Künste Braunschweig bei Ben Willikens, der sie 1991 zur Meisterschülerin ernannte. 1991–1992 erhielt sie ein Postgraduiertenstipendium für die École d'Art de Marseille-Luminy. 1992–94 folgte ein Lehrauftrag an der Ecole d’Art Marseille-Luminy für Malerei und Grafik.
1993 erhielt sie das Schmidt-Rottluff-Stipendium, 1994/95 das Jahresstipendium der Hessischen Kulturstiftung für die Cité Internationale des Arts Paris. 1998/1999 war Doberauer artist in residence am Collegium Budapest/Institute for Advanced Study. Anke Doberauer ist seit 2003 Professorin für Malerei und Grafik an der Akademie der Bildenden Künste München und lebt in Marseille und München.

## Werk
Bekannt ist die Malerin hauptsächlich für ihre großformatigen Darstellungen von Männern, das Haupt-Motiv ihrer lebensgroßen Figurenbilder. Sie zeigen den Mann als androgynes, narzisstisches und sehr verletzliches, aber auch sehr begehrenswertes Wesen. Jean-Christophe Ammann beschreibt diese Umkehrung des Blicks: „Die Umkehrung, die Anke Doberauer praktiziert, ist eine Herausforderung für die Kategorie ,Männlichkeit‘. Sie infiltriert diese Kategorie. Die Umkehrung hat Konsequenzen. Der männliche Betrachter fühlt sich ,entblößt‘. Wäre der Autor des Bildes ein Künstler, könnte sich der männliche Betrachter von diesem bzw. dessen Begehren absetzen. Da eine Künstlerin am Werk ist, muss er ihr Begehren als das einer Frau in Form eines Kunstwerks zunächst einmal grundsätzlich akzeptieren.“
Zu den frühen Männerbildern entwickelte Doberauer weitere Bildformen. Sie porträtiert Gegenstände, Blumen, Tiere, Menschen und schließlich auch Landschaften. Diese sind immer plein-air gemalt und oft als mehrteilige Panoramen konzipiert. Die Arbeit an der Erzeugung größtmöglicher Präsenz von Farbe, Licht und dargestellten Personen führte zu einer Malerei in Form von Wandmalerei.
Mittlerweile haben auch Tafelbilder die Dimensionen von Wandgemälden. Seit 2001 entstanden monumentale Panoramen, deren Vordergrund aus als Repoussoir dienenden lebensgroßen Rückenfiguren gebildet ist. Die fast neun Meter lange Arbeit „Sunset“ wurde, in einer Raumbox installiert, auf der Art Unlimited der Art Basel 37 gezeigt.  Im Salzburger Museum der Moderne auf dem Mönchsberg war 2006 ein Raum mit dem in Budapest entstandenen Ensemble „Graf Robert Palffy“ und „14 Forscher“ zu sehen.
Bekannt wurde Doberauer außerdem mit ihren Rektorenbildnissen der Universität Jena (Acht Magnifizenzen, 1997) und der Porträtreihe internationaler Geisteswissenschaftler (14 Forscher, 1998), sowie durch ihre monumentalen Panoramabilder (Sunset, 2006). Ihre Bilder waren u. a. im Museum für Moderne Kunst (MMK), Frankfurt/Main, Castello di Rivara, Turin, FRAC Languedoc-Roussillon, Montpellier, im Kunstverein Ulm, auf der Art Unlimited Basel und im Museum der Moderne auf dem Mönchsberg, Salzburg, ausgestellt.

## Ausstellungen (Auswahl)
- 1992 Städtische Ausstellungshalle am Hawerkamp, Münster
- 1995 „Les Visiteurs“, MAC Musée d'Art Contemporain de Marseille, Marseille
- 1995 „Kunstpreis der Böttcherstraße in Bremen“, Kunsthalle Bremen
- 1995 „Karl-Schmidt-Rottluff-Stipendium“, Kunsthalle Düsseldorf
- 1996 „Szenenwechsel X“, Museum für Moderne Kunst, Frankfurt am Main (Einzelausstellung)
- 1997 Kunstverein Grafschaft Bentheim (Einzelausstellung)
- 1997 „Acht Magnifizenzen“, Zeiss-Observatorium, Kunsthistorisches Institut der Universität Jena (Einzelausstellung)
- 1997 „Querpass 2“, Staedelsches Kunstinstitut, Museum für Moderne Kunst, Frankfurt am Main, Jahrhunderthalle Hoechst
- 1998 Fonds Regional d’Art Contemporain Languedoc-Roussillon, Montpellier (Einzelausstellung)
- 1998 Castello di Rivara, Turin (Einzelausstellung)
- 1999 Goethe-Institut, Budapest (Einzelausstellung)
- 2000 Villa Romana, Florenz (Einzelausstellung)
- 2000 Musée International des Arts Modestes, Sète
- 2003 Deutsche Gesellschaft für christliche Kunst, München (Einzelausstellung)
- 2005 Kunstverein Ulm (Einzelausstellung)
- 2006 Meistermaler, Rischart-Kunstprojekt im öffentlichen Raum, München
- 2006 Art Unlimited, Art Basel 37 (Projektraum)
- 2006 „Graf Robert Palffy“ und „14 Forscher“, Museum der Moderne Salzburg, Mönchsberg (Projektraum)
- 2008 Niederrheinischer Kunstverein, Galerie im Centrum, Wesel
- 2009 Le 10 Neuf, Centre Régional d'Art Contemporain, Montbéliard
- 2009/2010 Kunsthalle Gießen, Gießen (Einzelausstellung)

## Auszeichnungen
Doberauer erhielt 1993 ein Karl-Schmidt-Rottluff-Stipendium und 1994 ein Jahresstipendium der Hessischen Kulturstiftung für die Cité Internationale des Arts in Paris.  1998–99 war sie Special Guest of the Rector am Collegium Budapest Institute for Advanced Study, Budapest.